# أوبن بيبليو

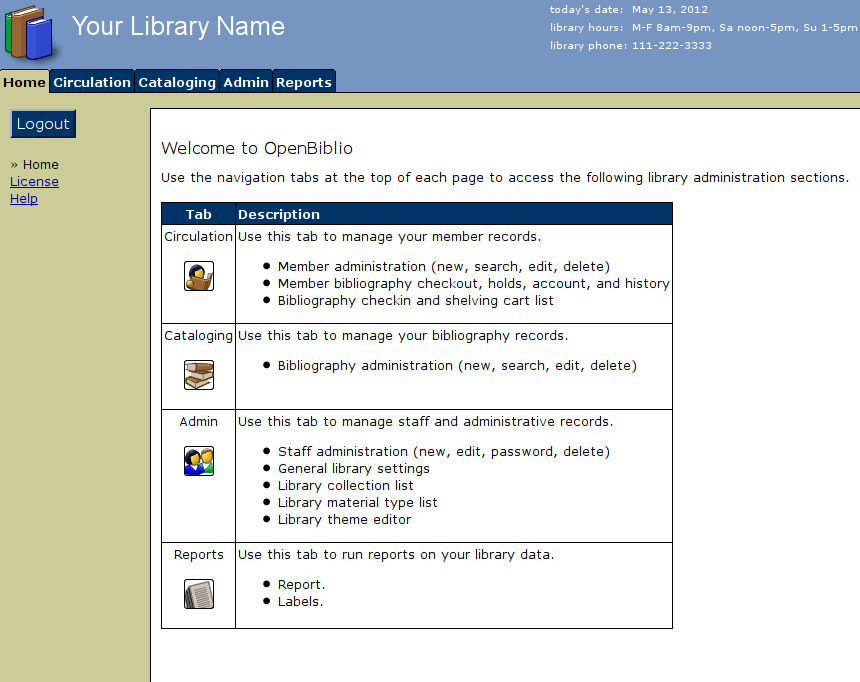

نظام أوبن بيبليو (بالإنجليزية: OpenBiblio)‏ هو نظام إدارة مكتبات خفيف، حر ومفتوح المصدر. يمكننا هذا النظام من إدخال بيانات محتويات المكتبات من كتب ومجلات وخرائط وأقراص مضغوطة و إتاحة البحث فيها عبر واجهة على الوب.
نظام openbiblioمكتوب بلغة PHP، و يستخدم قاعدة بيانات MySQL، مما يجعل استضافة نسخة منه سهلا للغاية على السواد الأعظم من خدمات الاستضافة في العالم.
دعمت أضف عدة مشروعات بمساعدتها على استخدام أوبيبليو لتوفير وظيفة البحث في محتويات مكتبات أكثر من مشروع، بالإضافة إلى ذلك استحدثت أضف ترجمة و بعض التعريب للواجهة، يمكنكم إيجاده هنا.
 الآتي ينطبق ومجرب على النسخة 0.7.1

## التثبيت
تثبيت اوبن بيبليو عملية بسيطة نسبيا، كل ما تحتاج إليه هو تنزيل أحد نسخة من أوبن بيبليو (7.1 وقت كتب هذا النص)، وإنشاء قاعدة بيانات و اسم مستخدم وكلمة مرور لقاعدة بيانات النظام وكتابة الإعدادات في ملف database_constants.php ثم يمكنكم فتح الصفحة على العنوان ..../install والبدء في التثبيت.

## دعم اللغة العربية
لإضافة دعم اللغة العربية، ما عليكم سوى تنزيل الملفات من هنا بصيغة zip أو ما يناسبك، استخراجها ووضعها في المجلد local/ar، لجعل العربية اللغة الأوليّة للواجهة، اختاروا اللغة من صفحة الإعدادات الإدارية لأوبنبيبليو.

## إضافة خاصيّة البحث في مكتبات متعددة
لإضافة إمكانية البحث في مكتبات عدّة، يمكنك استخدام رقعة https://bitbucket.org/uwe/obiblio_json_search ، وتعديل الملف javascript/script.js ليشتمل على المكتبات التي تودون اشتمال البحث عليها!

## استيراد البيانات
يسمح اوبن بيبليو بطريق رقعة باستيراد بيانات من ملفات جداول ممتدة ذات ترويسات مسماة بطريقة خاصّة، وصيغة حقول مفصول بمحرف "tab"، والتي يمكن حفظها بتطبيقات الجداول الممتدة مثل إكسل و ليبر أوفس و جوجل دوكس.
ميكروسوفت إكسل لا يستطيع القيام بتحويل الملفات إلى صيغة tsv (ملف بخانات تفصل بينها tab) بشكل جيد بسبب علّة فيه، إذ أن الملفات الناتجة لا تكون مكوّدة بتكويد utf8 الضروري للعربية، بالإضافة إلى مجموعة من المشاكل الأخرى مثل إصرار ذلك التطبيق على وضع علامات تنصيص في غياب حاجة فعلية لها مما يربك خوارزميات الاستيراد.
يمكن استخدام ليبر أوفس/أوبن أوفس/نيو أوفس لتحويل الملفات إلى الصيغة المطلوبة كما يمكن استخدام جوجل دوكس، و وقت كتابة هذا الدليل وجدنا أن جوجل دوكس هو أفضل من يقوم بهذه المهمّة.
لاستيراد بيانات من ملفات الجداول الممتدة يجب تطبيق هذه الرقعة. يمكن إيجاد مثال على صيغة الملفات التي تودون إستيرادها هنا (أو هنا.

## تصدير البيانات
لتصدير البيانات يمكن استخدام التقارير، لا يوجد في أوبن بيبليو مبدئيا تقرير يخرج كل البيانات من النظام، لكن يمكن استخدام صيغة تعريف التقرير من هنا

## وصلات خارجية
- نظام openbiblio على موقع Open Hub (الإنجليزية)
- نظام openbiblio على موقع SourceForge (الإنجليزية)
- صفحة مشروع اوبن بيبليو
- صفحة مشروع أوبن بيبليو بالألمانية (وفيها بضع رقع معرّفة بشكل منفصل)